# Lisette van de Ven
Elisabeth Francisca Maria „Lisette“ van de Ven (* 7. August 1969 in Deventer) ist eine niederländische Beachvolleyballspielerin.

## Karriere
Van de Ven spielte 1994 ihr erstes internationales Turnier mit Debora Schoon-Kadijk. Bei den Osaka Open erreichten die beiden Niederländerinnen den neunten Rang. 1995 beendeten sie das gleiche Turnier auf dem 13. Rang und wurden anschließend Neunte in Espinho. 1996 waren die 13. Plätze in Rio de Janeiro und Hermosa ihre besten Ergebnisse auf der World Tour. Anschließend nahmen sie an den Olympischen Spielen in Atlanta teil. Dort unterlagen sie im ersten Spiel dem US-Duo Castro / Richardson; anschließend schieden sie mit einer weiteren Niederlage gegen die Britinnen Cooper / Glover aus und beendeten das Turnier auf dem 13. Platz.